# Poids super-légers
Pour les articles homonymes, voir Poids (homonymie).
Poids super-légers est une catégorie de poids en sports de combat.
En boxe anglaise professionnelle, elle concerne les athlètes pesant entre 61,237 kg (135 livres) et 63,503 kg (140 livres). En boxe amateur masculine (olympique), la limite est fixée entre 60 et 64 kg. La catégorie n'est pas ouverte aux femmes pour les Jeux 2012 et 2016,.

## Boxe professionnelle
L'américain Pinky Mitchell est reconnu comme étant le premier champion du monde des poids super-légers après un vote organisé par le journal The Boxing Blade le 15 novembre 1922 (un fait unique dans l'histoire de la boxe),.

### Titre inaugural
| Organisation | Boxeur         | Date              |
| WBA          | Eddie Perkins  | 14 septembre 1962 |
| WBC          | Eddie Perkins  | 15 juin 1963      |
| IBF          | Aaron Pryor    | 22 juin 1984      |
| WBO          | Héctor Camacho | 6 mars 1989       |

## Boxe amateur

### Champions olympiques
- De 60 kg à 63,5 kg :
  - 1952 -  Chuck Adkins
  - 1956 -  Vladimir Yengibaryan
  - 1960 -  Bohumil Němeček
  - 1964 -  Jerzy Kulej
  - 1968 -  Jerzy Kulej
  - 1972 -  Sugar Ray Seales
  - 1976 -  Sugar Ray Leonard
  - 1980 -  Patrizio Oliva
  - 1984 -  Jerry Page
  - 1988 -  Vyacheslav Yanovskiy
  - 1992 -  Héctor Vinent
  - 1996 -  Héctor Vinent
  - 2000 -  Mahammatkodir Abdoollayev
- De 60 kg à 64 kg :
  - 2004 -  Manus Boonjumnong
  - 2008 -  Manuel Félix Díaz
  - 2012 -  Roniel Iglesias
  - 2016 -  Fazliddin G'oibnazarov